# Amakusanthura correa
Amakusanthura correa är en kräftdjursart som först beskrevs av Gary C.B. Poore och Lew Ton 1985.  Amakusanthura correa ingår i släktet Amakusanthura och familjen Anthuridae. Inga underarter finns listade i Catalogue of Life.